# 만화마을
만화마을(일본어: 漫画村)은 일본의 만화, 서적 관련 해적 사이트이다. 원피스, 나루토, 블리치 뿐만이 아니라 많은 만화가 불법으로 인터넷에 유포되었다. 2017년 9월부터 6개월 동안 만화마을에 대한 접속수는 약 6억 2천만 건이라고 한다. 2018년 4월 17일 경 사이트가 폐쇄되었다.